# Grana Padano Arena
Il PalaUnical è il principale palazzo dello sport di Mantova. Il nome è dovuto alla sponsorizzazione di Unical AG S.p.A. (www.unical.eu), azienda italiana con più di 50 anni di attività nel settore riscaldamento e climatizzazione, nata in provincia di Mantova. Ha una capienza massima comprensiva di tribune collocate sul parterre di 5.000 persone per le manifestazioni sportive e di oltre 6.200 persone per i concerti musicali.

## Pallavolo
Ha ospitato le partite interne del Top Team Volley Mantova dal 2005 al 2011.
Nel periodo estivo degli anni 2009 e 2010 il PalaBam è diventato sede per gli allenamenti e per amichevoli della Nazionale Italiana di pallavolo maschile sotto la guida del ct Andrea Anastasi e del suo vice Andrea Gardini.

## Basket
Dal 27 gennaio 2013 ospita le partite casalinghe della Pallacanestro Mantovana, squadra di Mantova che milita nel campionato di Serie A2.

## Altri sport
Nella stagione 2014-2015 ha ospitato le gare interne del Mantova Calcio a 5 - Caffe' la Fenice, neopromosso in serie C2.
Il 22 giugno 2012 il PalaBam ospita una serata di boxe al cui interno viene disputato un match tra Renato De Donato e Marco Siciliano, valido per il titolo nazionale dei superleggeri.

## Altri eventi
È anche centro Polifunzionale e fieristico ospitando spettacoli teatrali e concerti musicali tenuti da artisti e gruppi musicali di valore nazionale e internazionale. Il settore espositivo contiguo alle strutture sportive vere e proprie, consta di dodicimila metri quadrati di superficie espositiva di cui oltre 6 000 coperti.
Dal 3 aprile 2021 la struttura viene utilizzata come centro vaccinale anti COVID-19.

## Servizi disponibili
- bar e ristorante su m² 300 di superficie
- Sala principale palazzetto: m² 2.000 (più tribune a gradoni)
- Sala padiglione polivalente: m² 3.200
- Saletta riunioni: m² 100
- Superficie parcheggi: m² 1.200 (privato)
- un centro fitness
- palestra attrezzata

Il palasport sorge nel quartiere Ghisiolo, all'uscita Mantova San Giorgio della tangenziale nord di Mantova, ed è collegato con il centro città dalla linea urbana APAM numero 12.

## Eventi extrasportivi al PalaBam
- 2006 - Lou Reed (25 febbraio)
- 2006 - Fiorello (16 marzo)
- 2006 - Mantova Comics & Games (26 maggio - 28 maggio) - I edizione
- 2007 - Mantova Comics & Games (2 marzo - 4 marzo) - II edizione
- 2007 - Micheal Bublè (22 ottobre)
- 2007 - Deep Purple (10 novembre)
- 2008 - Mantova Comics & Games (28 febbraio - 2 marzo) - III edizione
- 2008 - Pooh (29 marzo)
- 2008 - Mark Knopfler (16 aprile)
- 2008 - Sonohra (25 ottobre)
- 2008 - Beppe Grillo (5 novembre)
- 2009 - Raf (3 febbraio)
- 2009 - Mantova Comics & Games (27 febbraio - 1º marzo) - IV edizione
- 2009 - Laura Pausini (7 marzo)
- 2009 - Biagio Antonacci (18 marzo)
- 2009 - Giusy Ferreri (28 marzo)
- 2009 - Nightwish (30 marzo)
- 2009 - Corrado Guzzanti (10 aprile)
- 2009 - Notre-Dame de Paris (15 aprile -19 aprile)
- 2009 - Vasco Rossi (2 ottobre)
- 2009 - Fiorello (20-21 novembre)
- 2010 - Eros Ramazzotti (18 febbraio)
- 2010 - Mantova Comics & Games (26 febbraio - 28 febbraio) - V edizione
- 2010 - Morgan (9 marzo)
- 2010 - The Prodigy (23 aprile)
- 2010 - Elisa (22 maggio)
- 2010 - Maurizio Crozza (5 novembre)
- 2010 - Stadio (13 novembre)
- 2010 - Edoardo Bennato (26 novembre)
- 2010 - Pooh (3 dicembre)
- 2011 - Dalla e De Gregori (5 febbraio)
- 2011 - Mantova Comics & Games (25 febbraio - 27 febbraio) - VI edizione
- 2011 - Max Pezzali (3 maggio)
- 2011 - Jovanotti (7-8 maggio)
- 2012 - Mantova Comics & Games (24 febbraio - 26 febbraio) - VII edizione
- 2013 - Eros Ramazzotti (5 marzo)
- 2013 - Mantova Comics & Games (8 marzo - 10 marzo) - VIII edizione
- 2013 - Emma Marrone (19 novembre)
- 2014 - Renato Zero (21 febbraio)
- 2016 - Nightwish (12 settembre)
- 2019 - Eros Ramazzotti (14 febbraio)
- 2019 - Ghost (5 dicembre)